# Forskalia misakiensis
Forskalia misakiensis är en nässeldjursart som beskrevs av Kawamura 1954. Forskalia misakiensis ingår i släktet Forskalia och familjen Forskaliidae. Inga underarter finns listade i Catalogue of Life.